# Kabinett Schleicher
Das Kabinett Schleicher war das letzte Präsidialkabinett der Weimarer Republik. Es folgte auf das Kabinett Papen und wurde am 3. Dezember 1932 von Reichspräsident Paul von Hindenburg eingesetzt, mit Kurt von Schleicher als Reichskanzler.
Die Regierungserklärung des neuen Reichskanzlers wurde nicht im Reichstag, sondern im Rundfunk abgegeben. Schleicher bekannte sich darin zur Sozialversicherung, er versprach, auf neue Steuern und weitere Kürzungen zu verzichten und Maßnahmen zur Arbeitsbeschaffung zu ergreifen. Das Volk müsse Opfer bringen, aber er werde dafür sorgen, dass diese Opfer allen Bevölkerungskreisen gleichmäßig auferlegt werden würden.
Schleicher versuchte vergebens, die Hitlerbewegung durch eine Querfrontkonzeption zu spalten, indem er linksgerichtete Teile der NSDAP, der mit dem Namen Gregor Strasser verbunden waren, zur Regierungsbeteiligung ermunterte. Doch Strasser dachte nicht daran, sich von Hitler loszusagen. Mit den Gewerkschaften suchte Schleicher ebenfalls Anknüpfungspunkte, indem er das Programm seines Vorgängers Papen weiterführte, der Steuergutscheine und Einstellungsprämien zugesagt hatte, und um ein Sofortprogramm erweiterte, das Darlehen in Höhe von fünfhundert Millionen Reichsmark für Träger öffentlicher Arbeiten bereitstellte. Alles dies erfolgte nicht parlamentarisch legitimiert, sondern auf Basis von Notverordnungen.
Die Amtszeit der Regierung endete am 30. Januar 1933 mit der sogenannten nationalsozialistischen Machtergreifung, als Adolf Hitler von Reichspräsident Paul von Hindenburg zum Reichskanzler ernannt wurde.

## Zusammensetzung

### Reichsminister
| Kabinett Schleicher 3. Dezember 1932 bis 30. Januar 1933 | Kabinett Schleicher 3. Dezember 1932 bis 30. Januar 1933 | Kabinett Schleicher 3. Dezember 1932 bis 30. Januar 1933         | Kabinett Schleicher 3. Dezember 1932 bis 30. Januar 1933 | Kabinett Schleicher 3. Dezember 1932 bis 30. Januar 1933 |
| -------------------------------------------------------- | -------------------------------------------------------- | ---------------------------------------------------------------- | -------------------------------------------------------- | -------------------------------------------------------- |
| Reichskanzler                                            |                                                          | Kurt von Schleicher                                              |                                                          | parteilos                                                |
| Auswärtiges Amt                                          |                                                          | Konstantin Freiherr von Neurath                                  | parteilos                                                |                                                          |
| Inneres                                                  |                                                          | Franz Bracht                                                     | parteilos                                                |                                                          |
| Finanzen                                                 |                                                          | Johann Ludwig Graf Schwerin von Krosigk                          | parteilos                                                |                                                          |
| Wirtschaft                                               |                                                          | Hermann Warmbold                                                 | parteilos                                                |                                                          |
| Arbeit                                                   |                                                          | Friedrich Syrup                                                  | parteilos                                                |                                                          |
| Justiz                                                   |                                                          | Franz Gürtner                                                    |                                                          | DNVP                                                     |
| Reichswehr                                               |                                                          | Kurt von Schleicher Mit der Wahrnehmung der Geschäfte beauftragt |                                                          | parteilos                                                |
| Post                                                     |                                                          | Paul Freiherr von Eltz-Rübenach                                  | parteilos                                                |                                                          |
| Verkehr                                                  |                                                          | Paul Freiherr von Eltz-Rübenach                                  | parteilos                                                |                                                          |
| Ernährung und Landwirtschaft                             |                                                          | Magnus Freiherr von Braun                                        |                                                          | DNVP                                                     |
| Ohne Geschäftsbereich                                    |                                                          | Johannes Popitz                                                  |                                                          | parteilos                                                |
| Reichskommissar für Arbeitsbeschaffung                   |                                                          | Günther Gereke                                                   | parteilos                                                |                                                          |

### Beamte der Reichskanzlei
| Beamte der Reichskanzlei                                | Beamte der Reichskanzlei         |
| ------------------------------------------------------- | -------------------------------- |
| Staatssekretär der Reichskanzlei                        | Erwin Planck                     |
| Gemeinsamer Dienst bei Reichskanzler und Staatssekretär | Ministerialdirektor Edwin Pukaß  |
| Referent                                                | Ministerialrat Othmar Feßler     |
| Referent                                                | Ministerialrat Heinrich Vogels   |
| Referent                                                | Ministerialrat Richard Wienstein |
| Referent                                                | Ministerialrat Edwin Pukaß       |
| Referent                                                | Oberregierungsrat Curt Walter    |
| Referent                                                | Oberregierungsrat Otto Westphal  |
| Referent                                                | Oberregierungsrat Hans Thomsen   |
| Ministerialbürodirektor                                 | Hofrat Rudolf Ostertag           |
| Pressechef der Reichsregierung                          | Ministerialdirektor Erich Marcks |